# Grande Prêmio da Europa de 1995
Resultados do Grande Prêmio da Europa de Fórmula 1 realizado em Nürburgring em 1º de outubro 1995. Décima quarta etapa da temporada, nela Michael Schumacher, da Benetton-Renault, tornou-se o primeiro alemão a vencer duas provas da categoria em seu país.

## Resumo
- Ultima corrida de: Jean-Denis Délétraz, Massimiliano Papis e Gabriele Tarquini.

## Classificação da prova

### Treinos oficiais
| Pos.   | Nº | Piloto                   | Construtor         | Tempo Q1 | Tempo Q2 | Diferença |
| ------ | -- | ------------------------ | ------------------ | -------- | -------- | --------- |
| 1      | 6  | David Coulthard          | Williams-Renault   | 1:18.738 | 1:19.913 | —         |
| 2      | 5  | Damon Hill               | Williams-Renault   | 1:18.972 | 1:19.607 | + 0.234   |
| 3      | 1  | Michael Schumacher       | Benetton-Renault   | 1:19.470 | 1:19.150 | + 0.412   |
| 4      | 28 | Gerhard Berger           | Ferrari            | 1:19.821 | 1:21.083 | + 1.083   |
| 5      | 15 | Eddie Irvine             | Jordan-Peugeot     | 1:20.488 | 1:21.426 | + 1.750   |
| 6      | 27 | Jean Alesi               | Ferrari            | 1:20.521 | 1:20.510 | + 1.772   |
| 7      | 2  | Johnny Herbert           | Benetton-Renault   | 1:20.653 | 1:21.236 | + 1.915   |
| 8      | 30 | Heinz-Harald Frentzen    | Sauber-Ford        | 1:20.762 | 1:20.749 | + 2.011   |
| 9      | 8  | Mika Häkkinen            | McLaren-Mercedes   | 1:20.866 | 1:20.968 | + 2.128   |
| 10     | 7  | Mark Blundell            | McLaren-Mercedes   | 1:20.909 | 1:21.583 | + 2.171   |
| 11     | 14 | Rubens Barrichello       | Jordan-Peugeot     | 1:21.350 | 1:21.211 | + 2.473   |
| 12     | 25 | Martin Brundle           | Ligier-Mugen/Honda | 1:21.541 | 1:22.062 | + 2.803   |
| 13     | 29 | Jean-Christophe Boullion | Sauber-Ford        | 1:22.059 | 1:34.210 | + 3.321   |
| 14     | 26 | Olivier Panis            | Ligier-Mugen/Honda | 1:22.062 | 1:22.565 | + 3.324   |
| 15     | 4  | Mika Salo                | Tyrrell-Yamaha     | 1:23.058 | 1:23.079 | + 4.320   |
| 16     | 23 | Pedro Lamy               | Minardi-Ford       | 1:23.328 | 1:24.087 | + 4.590   |
| 17     | 9  | Massimiliano Papis       | Footwork-Hart      | 1:23.689 | 1:24.134 | + 4.951   |
| 18     | 24 | Luca Badoer              | Minardi-Ford       | 1:23.760 | 1:26.406 | + 5.022   |
| 19     | 3  | Gabriele Tarquini        | Tyrrell-Yamaha     | 1:24.286 | 1:24.352 | + 5.548   |
| 20     | 17 | Andrea Montermini        | Pacific-Ford       | 1:24.696 | 1:26.102 | + 5.958   |
| 21     | 10 | Taki Inoue               | Footwork-Hart      | 1:26.667 | 1:24.900 | + 6.162   |
| 22     | 21 | Pedro Paulo Diniz        | Forti-Ford         | 1:25.647 | 1:25.157 | + 6.419   |
| 23     | 22 | Roberto Moreno           | Forti-Ford         | 1:26.784 | 1:26.098 | + 7.360   |
| 24     | 16 | Jean-Denis Délétraz      | Pacific-Ford       | 1:27.853 | 1:29.677 | + 9.115   |
| Fonte: |    |                          |                    |          |          |           |

### Corrida
| Pos.   | Nº | Piloto                   | Construtor         | Voltas | Tempo/Diferença | Grid | Pontos |
| ------ | -- | ------------------------ | ------------------ | ------ | --------------- | ---- | ------ |
| 1      | 1  | Michael Schumacher       | Benetton-Renault   | 67     | 1:39:59.044     | 3    | 10     |
| 2      | 27 | Jean Alesi               | Ferrari            | 67     | + 2.684         | 6    | 6      |
| 3      | 6  | David Coulthard          | Williams-Renault   | 67     | + 35.382        | 1    | 4      |
| 4      | 14 | Rubens Barrichello       | Jordan-Peugeot     | 66     | + 1 volta       | 11   | 3      |
| 5      | 2  | Johnny Herbert           | Benetton-Renault   | 66     | + 1 volta       | 7    | 2      |
| 6      | 15 | Eddie Irvine             | Jordan-Peugeot     | 66     | + 1 volta       | 5    | 1      |
| 7      | 25 | Martin Brundle           | Ligier-Mugen/Honda | 66     | + 1 volta       | 12   |        |
| 8      | 8  | Mika Häkkinen            | McLaren-Mercedes   | 65     | + 2 voltas      | 9    |        |
| 9      | 23 | Pedro Lamy               | Minardi-Ford       | 64     | + 3 voltas      | 16   |        |
| 10     | 4  | Mika Salo                | Tyrrell-Yamaha     | 64     | + 3 voltas      | 15   |        |
| 11     | 24 | Luca Badoer              | Minardi-Ford       | 64     | + 3 voltas      | 18   |        |
| 12     | 9  | Massimiliano Papis       | Footwork-Hart      | 64     | + 3 voltas      | 17   |        |
| 13     | 21 | Pedro Paulo Diniz        | Forti-Ford         | 62     | + 5 voltas      | 22   |        |
| 14     | 3  | Gabriele Tarquini        | Tyrrell-Yamaha     | 61     | + 6 voltas      | 19   |        |
| 15     | 16 | Jean-Denis Délétraz      | Pacific-Ford       | 60     | + 7 voltas      | 24   |        |
| Ret    | 5  | Damon Hill               | Williams-Renault   | 58     | Rodou           | 2    |        |
| Ret    | 17 | Andrea Montermini        | Pacific-Ford       | 45     | Pane seca       | 20   |        |
| Ret    | 29 | Jean-Christophe Boullion | Sauber-Ford        | 44     | Colisão         | 13   |        |
| Ret    | 28 | Gerhard Berger           | Ferrari            | 40     | Pane elétrica   | 4    |        |
| Ret    | 22 | Roberto Moreno           | Forti-Ford         | 22     | Semieixo        | 23   |        |
| Ret    | 30 | Heinz-Harald Frentzen    | Sauber-Ford        | 17     | Colisão         | 8    |        |
| Ret    | 26 | Olivier Panis            | Ligier-Mugen/Honda | 14     | Spun Off        | 14   |        |
| Ret    | 7  | Mark Blundell            | McLaren-Mercedes   | 14     | Acidente        | 10   |        |
| Ret    | 10 | Taki Inoue               | Footwork-Hart      | 0      | Pane elétrica   | 21   |        |
| Fonte: |    |                          |                    |        |                 |      |        |

## Tabela do campeonato após a corrida
| Pos. | Piloto             | Pontos |
| ---- | ------------------ | ------ |
| 1    | Michael Schumacher | 82     |
| 2    | Damon Hill         | 55     |
| 3    | David Coulthard    | 43     |
| 4    | Johnny Herbert     | 40     |
| 5    | Jean Alesi         | 40     |

| Pos. | Construtor       | Pontos |
| ---- | ---------------- | ------ |
| 1    | Benetton-Renault | 112    |
| 2    | Williams-Renault | 92     |
| 3    | Ferrari          | 68     |
| 4    | McLaren-Mercedes | 21     |
| 5    | Jordan-Peugeot   | 18     |

- Nota: Somente as primeiras cinco posições estão listadas.